# Max Heimbucher
Max Heimbucher (* 10. Juni 1856 in Miesbach, Oberbayern; † 24. Juli 1946 ebenda) war ein deutscher römisch-katholischer Theologe und Ordenshistoriker.

## Leben und Wirken
Max Heimbucher war Priester der Erzdiözese München-Freising. Von 1889 bis 1891 wirkte er als Privatdozent an der Universität München, von 1891 bis 1924 als Hochschulprofessor für Apologetik und Dogmatik an der Universität Bamberg. 1933 führte er die Titel Prälat, Geistlicher Rat und Geheimer Regierungsrat.
Als seine wichtigste Veröffentlichung und das bis heute deutschsprachige Standardwerk zu diesem Thema gilt Die Orden und Kongregationen der katholischen Kirche. Die Erstauflage erschien 1896/97 in 2 Bänden (583 und 557 Seiten), eine 2. Auflage 1907/08 in 3 Bänden (523, 629 und 635 Seiten) und eine 3., nochmals von Heimbucher überarbeitete, Auflage 1933/34 in 2 Bänden (831 und 829 Seiten) im Verlag Ferdinand Schöningh, Paderborn. Noch 1997 wurde ein Nachdruck veröffentlicht. Im internationalen Maßstab ist der „Heimbucher“ inzwischen durch das 10-bändige italienische Dizionario degli Istituti di Perfezione (DIP) abgelöst worden.
Im Markt Holzkirchen nahe seinem Geburts- und Sterbeort Miesbach gibt es eine Max-Heimbucher-Straße. Miesbach selbst verlieh seinem Sohn 1911 das Ehrenbürgerrecht und benannte später die Gassen um sein erhaltenes Geburtshaus in Heimbucherwinkl um.

## Werke (Auswahl)
- Geschichte Miesbach’s, zur Erinnerung an die Jahre 1583 und 1783. Mit 1 Lichtdruckbilde: Miesbach im Jahre 1701. Aus Wening’s Topographie von Bayern. Miesbach 1883 (Digitalisat [abgerufen am 20. Mai 2016] Apostroph im Originaltitel).
- Die Orden und Kongregationen der katholischen Kirche. (Paderborn, 1. Aufl., 1897 (2 Bände); 2. Aufl., 1907 (3 Bände); 3. Aufl., 1933/34 (2 Bände); zahlreiche Nachdrucke der 3. Aufl.) Digitalisat
- Die neuzeitlichen Sekten. Was sie sind und wollen und wie wir uns gegen sie verhalten sollen. Klagenfurt 1926.
- Die Wirkungen der heiligen Kommunion. Regensburg 1894. (Neudruck 2010)
- Die Bibliothek des Priesters. Zugleich ein Handbuch der katholisch-theologischen Literatur. Regensburg (mehrere Auflagen)
- Die praktisch-sociale Tätigkeit des Priesters oder Wie kann jeder Priester einiges zur Lösung der socialen Frage beitragen? Regensburg 1902.